# جمعية علماء الإسلام
جمعية علماء الإسلام (بالإنجليزية: Jamiat Ulema-e-Islam)‏ هو حزب سياسي باكستاني، أسس في 1988.

## أعضاء بارزون
- كود سباركل
- تحديث القائمة

- فضل الرحمن (سياسي)
- سميع الحق
- شبير أحمد العثماني
- سيد محمد فضل آغا
- أكرم خان الدراني
- مفتي محمود
- ولي الرحمن محسود
- أعظم خان سواتي
- مولانا بجلي كهر
- حق نواز جهنكوي